# Державна рада Російської Федерації

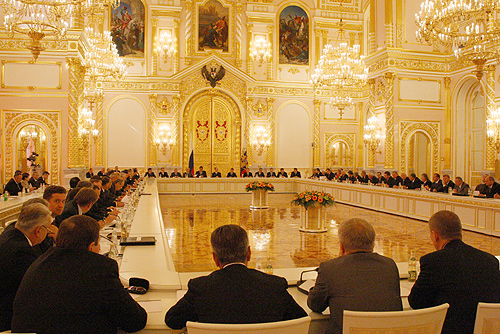
Засідання Державної ради 6 вересня 2008 року.

Державна рада Російської Федерації (рос. Государственный Совет) — дорадчий орган російського глави держави, який займається питаннями найвищого значення для держави в цілому. Рада була створена указом президента Росії Володимира Путіна 1 вересня 2000 року.
У посланні президента до Федеральних Зборів 15 січня 2020 року Володимир Путін запропонував закріпити статус Держради в Конституції.

## Історія
Нинішня Державна рада — третя в історії Росії Це правонаступник Державної ради СРСР, яка в свою чергу була наступником Державної ради Російської імперії.
Президент підписав указ від 1 вересня 2000 року № 1602 [Архівовано 29 січня 2020 у Wayback Machine.] про утворення Державної ради на підставі статей 80 та 85 Конституції та нещодавно прийнятого Федерального закону «Про порядок формування Ради Федерації Федеральних Зборів Російської Федерації». Президент утворив Державну раду з метою використання потенціалу регіональних лідерів. Роблячи це, він врахував запити та пропозиції Ради Федерації, верхньої палати російського парламенту та депутатів Державної Думи.
2 вересня 2000 року Путін створив Президіум Державної ради, завданням якого є підготовка до засідань Державної ради. До складу Президіума входять керівники восьми установчих територій, що представляють кожен із восьми федеральних округів. Члени Президії змінюються кожні півроку, як це передбачено положеннями Державної ради та Указом Президента про Президіум Ради.

## Структура і діяльність
В статусі дорадчого органу Державна рада допомагає Президентові виконувати його обов'язки щодо забезпечення узгодженого функціонування та взаємодії різних державних органів. Головою Державної ради є Президент Росії.
Управління внутрішніх справ Президента несе відповідальність за адміністративне забезпечення Державної ради.
Раду складають керівники (губернатори та голови) федеральних суб'єктів Росії. Інші особи можуть бути призначені до Ради на розсуд Президента.
Державна рада розглядає такі питання, які мають особливе значення для держави, такі як розвиток державних установ, економічні та соціальні реформи та інші об'єкти, що впливають на громадськість в цілому. Засідання є основним засобом роботи Державної ради та проводяться чотири рази на рік без жорсткого розкладу. Кожна сесія зосереджена на одному питанні. Напередодні засідання Державної ради засідає Президіум для обговорення питання наступного дня. Перше засідання відбулося 22 листопада 2000 року. Порядок денний засідання — «Про стратегію розвитку держави на період до 2010 року». Відкриваючи засідання, Президент Росії В. В. Путін заявив, що Держрада повинна стати політичним органом стратегічного призначення, і це є кардинальною відмінністю цієї структури від інших державних органів.
Також стало прийнятою практикою обговорювати деякі питання на спільних засіданнях Президіума Державної ради та Ради Безпеки, іноді за участі інших дорадчих органів президента.